# Aedes pseudotarsalis
Aedes pseudotarsalis är en tvåvingeart som beskrevs av Someren 1946. Aedes pseudotarsalis ingår i släktet Aedes och familjen stickmyggor. Inga underarter finns listade i Catalogue of Life.